# Marina Tucaković
Marina Tucaković (szerbül: Марина Туцаковић; Belgrád, 1953. november 4. – Belgrád, 2021. szeptember 19.) szerb dalszerző, dalszövegíró. 

## Életpályája
Közgazdasági végzettséget szerzett, 19 évesen kezdett dalokat írni, Jugoszlávia több sikeres zenészével, együttesével, énekesével dolgozott együtt, pop, rock, new wave és folk stílusban. Többek közt Oliver Mandić, a Zana, Slađana Milošević és Oliver Dragojević számára írt dalokat. Más délszláv országok előadóival is dolgozott együtt, például: Džej Ramadanovski, Toše Proeski, Lepa Brena, Dino Merlin és Zdravko Čolić. Több dala minden idők legsikeresebb dalai közé tartozik a Balkánon. A legbefolyásosabb szerb dalszövegírónak tartják. Ötven éves karrierje során több mint 4000 dalt írt.
Férje Aleksandar Futa Radulović volt, két fiuk született, akik egyike 24 évesen meghalt. Tucakovićnál 2018-ban mellrákot diagnosztizáltak. 2021 szeptemberében COVID-19-ben hunyt el, előrehaladott áttétes rák alapbetegséggel.

## Válogatott diszkográfia
| - "Protiv nas su svi", Jadranka Stojakovic (1976) - "Ljuljaj me nežno", Oliver Mandić (1978) - "Ti samo budi dovoljno daleko", Generacija 5 (1979) - "Stakleni hotel", Divlje jagode (1981) - "Dodirni mi kolena", Zana (1982) - "Pile moje", Lepa Brena (1984) - Zora je..., Neda Ukraden (1985) - "Hajde da se volimo", Lepa Brena (1986) - "Što to bješe ljubav", Oliver Dragojević (1988) - "Četiri godine, Lepa Brena (1989) - "Dolaze nam bolji dani", Dragana Mirković (1992) - "Kukavica", Ceca (1993) - "Gori more", Željko Šašić (1994) - "Fatalna ljubav", Ceca (1995) - "Opet imam razloga da živim", Ana Bekuta (1996) - "Luda za tobom", Lepa Brena (1996) - "Emotivna luda", Ceca (1996) - "Maskarada", Ceca (1997) - "Lična karta", Aca Lukas (1998) - "Gili, gili", Jelena Karleuša (1999) - "Ceca 2000", Ceca (1999) - "Smijehom Strah Pokrijem", Dino Merlin (1999) - "Prokleta Je Violina", Saša Matić (2001) | - "Lopov", Indira Radić (2002) - "Januar", Ana Nikolić (2003) - "Zbogom Ljubavi", Saša Matić (2003) - "Zmaj", Indira Radić (2004) - "Mahi, mahi", Viki Miljković (2005) - "Tako Mlada", Tanja Savić (2005) - "Anđeo Čuvar", Sasa Matić (2005) - "Idealno loša", Ceca (2006) - "Selma 2007", Selma Bajrami (2007) - "Zidovi", Dara Bubamara (2007) - "Uđi slobodno...", Lepa Brena (2008) - "JK Revolution", Jelena Karleuša (2008) - "Muštuluk", Haris Džinović (2009) - "Miso moj", Ana Nikolić (2010) - "Mafia Caffé", Ana Nikolić (2010) - "Diva", Jelena Karleuša (2012) - "Poziv", Ceca (2013) - "Djavo", Ana Nikolic (2013) - "Labilna", Ana Nikolić (2016) - "Original", Nataša Bekvalac (2016) - "Boginja", Milica Pavlović (2016) - "Ne bih ništa menjao", Sasa Matic (2017) - "Promjena", Amar Gile (2018) - "Veran", Aca Lukas (2018) - "Ruine", Džejla Ramović (2019) - "Tihi Ubica", Jelena Karleuša - "Nedelja", Dzej |